# Le Duc Rollon
Le Duc Rollon est un roman d'anticipation de l'écrivain français Léon de Tinseau publié en feuilleton entre 1912 et 1913 dans Le Journal des Débats.

## Intrigue
Après une guerre universelle, seuls le Canada (en fait, le Québec), la Colombie (les USA de l'Atlantique aux Montagnes Rocheuses) et le Japon (qui a absorbé l'ouest des anciens États-Unis) sont parvenus à maintenir une société civilisée. Vers l'an 2000, une pénurie de minerais menace la pérennité de l'industrie métallurgique et par conséquent fragilise les vestiges de la civilisation humaine. Ayant découvert de riches gisements en Normandie, les états colombiens et canadiens dépêchent chacun une ambassade auprès du duc Rollon pour négocier l'établissement d'une exploitation sur son domaine.

## Autour de l'œuvre
Léon de Tinseau met en scène un récit d'anticipation se déroulant vers l'an 2000. Le monde est retourné à un âge primitif à la suite des terribles conséquences d'une guerre universelle. Outre le fait d'être situé dans l'avenir, le récit se rattache au genre merveilleux-scientifique à travers notamment l'invention d'un carburant constitué d'oxygène solide mis au point par l'ingénieur colombien Warren Islington.
Le thème du déclin de la civilisation est rare dans l'anticipation ancienne d'avant 1914. L'auteur y décrit un monde archaïque qui refuse — en la personne du duc Rollon — tout apport technologique. En exprimant son pessimisme quant aux inéluctables dérives de la science, Rollon incrimine les progrès technologiques d'être à l'origine des atrocités commises pendant les guerres technologiques et plus généralement d'être responsables de la chute de la civilisation.

## Publications françaises
- Le Journal des Débats, du 14 décembre 1912 au 26 janvier 1913.
- Éditions Calmann-Lévy, 1913.
- Éditions Cosmopolites, coll. « du Lecteur » no 34, 1930.
- PNRG Éditions, 2016.